# Pseudonapomyza asystasiae
Pseudonapomyza asystasiae este o specie de muște din genul Pseudonapomyza, familia Agromyzidae, descrisă de Spencer în anul 1965. Conform Catalogue of Life specia Pseudonapomyza asystasiae nu are subspecii cunoscute.